# لیام کلمن
لیام کلمن (انگلیسی: Liam Coleman؛ زادهٔ ۱۱ ژانویهٔ ۱۹۸۶) بازیکن فوتبال اهل بریتانیا است.
از باشگاه‌هایی که در آن بازی کرده‌است می‌توان به باشگاه فوتبال مارگیت، باشگاه فوتبال کولچستر یونایتد، باشگاه فوتبال ویونهوئه تاون، باشگاه فوتبال تورکی یونایتد، باشگاه فوتبال ابسفلیت یونایتد، باشگاه فوتبال اولی، باشگاه فوتبال هیبریج، باشگاه فوتبال نورتویچ ویکتوریا، باشگاه فوتبال فارست گرین راورز، و باشگاه فوتبال کلاکتون اشاره کرد.